# Khalid Sekkat
Pour les articles homonymes, voir Sekkat.
Khalid Sekkat est un ancien footballeur international marocain né le 1er janvier 1984 à Fès. Il joue au poste d'arrière gauche.

## Biographie
Khalid Sekkat a été connu par son sens du travail tout au long des matchs, sa régularité et son jeu simple. 

### Club

#### Formation au MAS
Né à Fès et formé au meilleur club de la ville le Maghreb de Fès, il signe son premier contrat avec le club de la capitale spirituelle.  Il y joua pendant deux saisons mais quitta le club pour une cause de non titularisation pendant six mois. Il se dirige alors vers le Wydad de Casablanca.

#### Transfert au Wydad
Le 14 juillet 2006,Il signe en faveur du Wydad de Casablanca pour une somme de 5 millions de dirhams et une durée de 5 ans.Avec le club Wydadi il remporte le Championnat du Maroc de football deux fois soit en 2006 et 2010 et participa à la Ligue des champions arabes et arriva en finale en 2008 et 2009 et participa également à la Ligue des champions de la CAF et ramène le Wydad en demi-finale avant de quitter le club du Wydad de Casablanca en se dirigeant vers le Stade de Reims. En 2012, il signe à nouveau au Wydad de Casablanca pour deux saisons et demie. 

#### Arrivée à Reims
Le 8 juillet 2011, il signe pour 2 ans en faveur du Stade de Reims pour une somme de 12 millions de dirhams. Lors de sa première saison seulement, il rejoint la Ligue 1 avec son club du Stade de Reims, il joua alors 18 matchs (dont 3 remplaçant et 15 titulaire).

## Statistiques
| Matches internationaux de Khalid Sekkat | Matches internationaux de Khalid Sekkat | Matches internationaux de Khalid Sekkat | Matches internationaux de Khalid Sekkat | Matches internationaux de Khalid Sekkat | Matches internationaux de Khalid Sekkat | Matches internationaux de Khalid Sekkat | Matches internationaux de Khalid Sekkat |
| 0                                       | Date                                    | Lieu                                    | Adversaire                              | Score                                   | Résultats                               | Compétitions                            |                                         |
| --------------------------------------- | --------------------------------------- | --------------------------------------- | --------------------------------------- | --------------------------------------- | --------------------------------------- | --------------------------------------- | --------------------------------------- |
| 1                                       | 14 novembre 2009                        | Complexe sportif de Fès, Fès, Maroc     | Cameroun                                | —                                       | 0-2                                     | Éliminatoires Coupe du monde 2010       |                                         |

## Palmarès
Wydad de Casablanca
- Championnat du Maroc
  - Champion en 2006 et en 2010
- Ligue des champions arabes
  - Finaliste en 2008 et 2009

 Stade de Reims
- Ligue 2
  - Vice-champion en 2011